# ライン川右岸線
ライン川右岸線（ラインがわうがんせん、ドイツ語: Rechte Rheinstrecke）はノルトライン＝ヴェストファーレン州ミュールハイム市とラインラント＝プファルツ州コブレンツ市を結ぶ鉄道路線である。この路線はライン川の右の江岸で続く複線鉄道で、全区間は電化されている。

## 概要

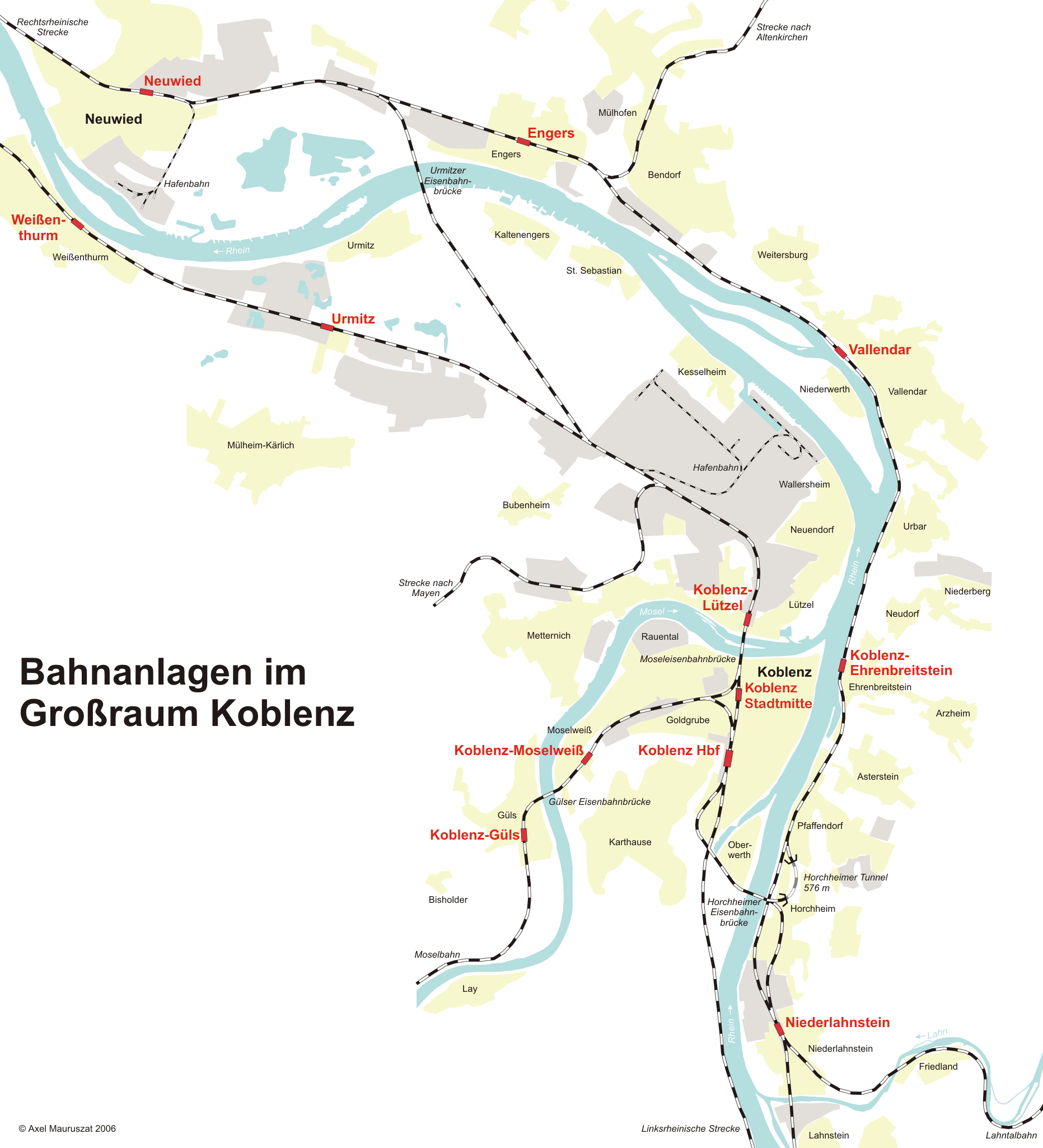
コブレンツ都市圏の鉄道網

ライン川右岸線は旅客運送ではケルン中央駅からジーク線と、貨物運送ではケルン・カルク北駅からトロイスドルフ - ミュルハイム・シュペルドルフ間と連結されている。グレンベルク南の分岐点からトロイスドルフ駅までは六つの線路が構成される。
ノイヴィードとニーダーラーンシュタインで列車が連結線を通じてライン川左岸線と接続し、コブレンツ中央駅に至るのが可能である。ラーンシュタインとリュデスハイムの間に二つのトンネルがあり、その中の一つがローレライトンネルと知られている。

## 歴史
1844年ドイツ市長はすでにドイツ - リューデスハイム - ヴィースバーデン間鉄道建設を提案した。ノイヴィート市では鉄道建設の熱望があったが、プロイセン政府は戦略的、経済的な理由で建設を保留した。一方ナッサウ公国の内部には鉄道の経済的な利得が優勢であった。
1866年プロイセン王国がナッサウ公国を併合した後、ライン川地域の状況は完全に変わった。ライン地方鉄道会社（Rheinische Eisenbahn-Gesellschaft、RhE）はすぐ右岸線の延伸に関する許可を取った。本来の計画は延長線はジークブルクで接続することだった。しかしエミル・ランゲンが本線はメンデンを経由しジーク川を渡ってジーク線と接続するという計画を実現した。1871年本線はトロイスドルフまで延伸され、全通になった。
2002年末までケルン-ライン＝マイン高速線の工事のためトロイスドルフ駅が改築された。そしてケルン-トロイスドルフ間の一部分は高速列車走行のため改良された。
- 1869年10月27日; ニーダーラーンシュタイン - ノイヴィード間開通。
- 1870年7月11日; ノイヴィード - オーバーカッセル間開通。
- 1871年3月1日; オーバーカッセル - トロイスドルフ間開通。
- 1918年8月15日; ノイヴィート - コブレンツ線の開通と共にクロンプリンツ＝ヴィルヘルム橋が完工される。

## 運行形態

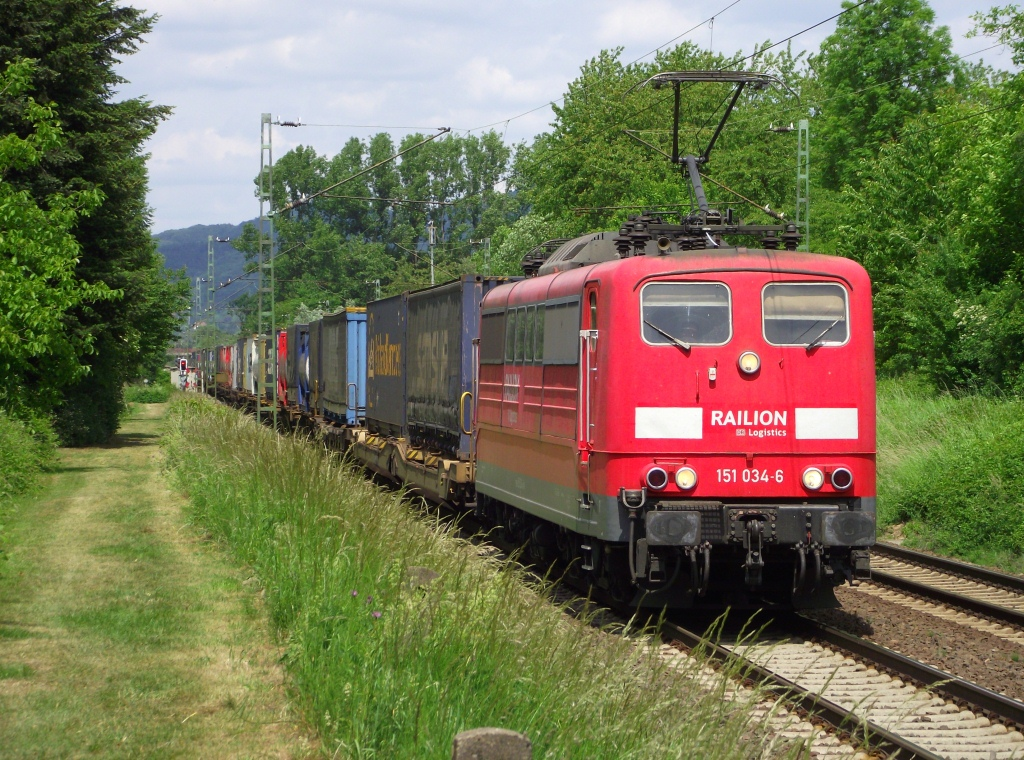
ウンケル駅北側の貨物列車

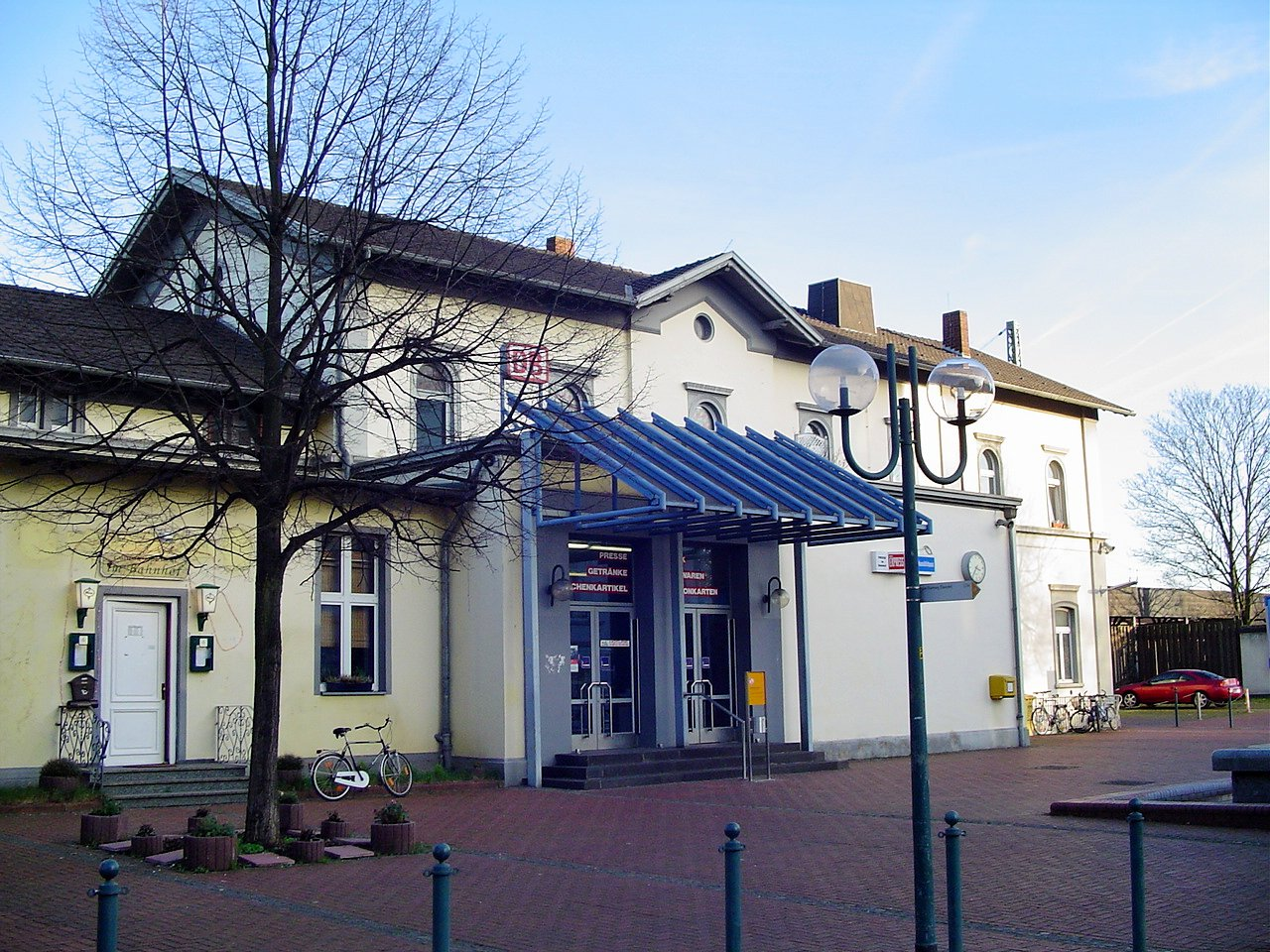
ボン・ボイエル駅舎

### 遠距離輸送
ケルンを出発するライン＝マイン方面ICとICE列車はほとんどライン川左岸線或はケルン・ライン＝マイン高速線を経由する。ライン川左岸線が封鎖される場合、遠距離列車はこの路線を経由する。その時ボン・ボイエル駅はボン中央駅の役割を果たす。

### 地域輸送
ケルン - エンガース間はライン＝ジーク運輸連合(Verkehrsverbund Rhein-Sieg, VRS)の運賃システムの適用区域である。ウンケル - コブレンツ間はライン＝モゼル運輸連合(Verkehrsverbund Rhein-Mosel, VRM)の領域にあり、VRSの一部と重なっている。
- 快速列車（RE 8）; モェンヒェングラートバッハ中央駅 - ライト中央駅 - ゲレヴェンブロイヒ - ケルン中央駅 - ケルン＝ボン空港 - トロイスドルフ - ボン・オーバーカッセル - ウンケル - ノイヴィート - コブレンツ・エーレンブライトシタイン - コブレンツ中央駅。60分間隔。使用車両はDB425形電車。
- 普通列車（RB 27）; モェンヒェングラートバッハ中央駅 - ライト中央駅 - ゲレヴェンブロイヒ - ケルン中央駅 - ケルン＝ボン空港 - トロイスドルフ - ボン・オーバーカッセル - ウンケル - ノイヴィート - コブレンツ市内 - コブレンツ中央駅。60分間隔。使用車両はDB143形電気機関車と制御装置付きの二階建て客車或はDB425形電車。
- 普通列車（RB 28）; ノイヴィート - エンガース - ヴァレンダー - エーレンブライトシタイン - ニーダーラーンシュタイン。60分間隔[4]。